# Henri Hugo
Henri Hugo est un militaire français né le 22 janvier 1912 à Dijon et mort le 1er novembre 1996 à Villenave-d'Ornon. Il a remporté 6 victoires aériennes pendant la Seconde Guerre mondiale, faisant de lui un as. Il termine sa carrière en 1963 avec le grade de général de brigade aérienne.

## Biographie

### Formation
Henri Hugo nait à Dijon le 22 janvier 1912. Il étudie au prytanée militaire de La Flèche, puis en octobre 1931, il intègre l'école spéciale militaire de Saint-Cyr. Il en sort en octobre 1933 avec le grade de sous-lieutenant et rejoint l'école militaire et d'application de l'armée de l'air. Breveté pilote, il est affecté au groupe de chasse 2/7 (GC II/7) le 15 juillet 1935. Pendant deux ans, il enchaîne les meetings aériens et les campagnes de tir. Le 25 janvier 1937, il prend le commandement de la 4e escadrille du GC II/7 avec le grade de lieutenant. La situation internationale se détériorant, l'activité s'oriente sur l’entraînement au combat. L'escadrille est alors équipée Nieuport-Delage NiD.622 puis NiD.629 avant d'être équipée de Blériot-SPAD S.510. Au printemps 1939, le GC II/7 est équipé avec les Morane-Saulnier MS.406. Henri Hugo est promu capitaine le 15 juin 1939 et en août, il rejoint le terrain de Luxeuil.

### Seconde Guerre mondiale
Entre septembre 1939 et le 10 mai 1940, le GC II/7 assure les missions de chasse pour la 8e armée, il protège les missions de reconnaissance et garantit la couverture aérienne des plaines d'Alsace. Le 3 janvier 1940, lors d'une mission d'escorte de Potez 63-11, il tire sur un Messerschmitt Bf 109, mais ne peut assister à sa chute, cette victoire n'est comptée que probable. Le 19 avril 1940, au retour d'une mission d'escorte, sa patrouille tombe sur un Henschel Hs 126 de reconnaissance au-dessus de Neuf-Brisach qui est abattu. Cette victoire est partagée avec plusieurs autres pilotes. Plusieurs heures plus-tard, Henri Hugo avec son équipier attaquent un Dornier Do 17 pris à partie aussi par la DCA de Belfort. Bien que n'ayant pas pu vérifier la chute de l'appareil, sa victoire est confirmée.
Le 10 et 11 mai 1940, il abat en coopération deux Heinkel He 111. Le 24 mai et 7 juin, deux autres He 111 sont comptabilisés abattus par le capitaine Hugo et ses équipiers faisant de lui un as. Forcé de se replier par l'avancée allemande, le GC II/7 rejoint Perpignan puis finalement Oudna en Tunisie. Lors de la bataille de France, Henri Hugo a réalisé 15 missions de guerre.
Affecté au ministère de l'Air, il rejoint Vichy le 7 août 1941. En 1943, il quitte clandestinement la France pour passer en Grande-Bretagne et il rejoint finalement, le 29 juin, son ancien groupe de chasse, le GC II/7 « Nice » alors équipé de Spitfire. Il est nommé commandant en septembre 1943 et prend le commandement de l'unité. Il prend alors part à la libération de la Corse.
En septembre 1944, il devient chef du 3e bureau à l'état-major du 1er corps aérien français. En mars 1945, il prend le commandement de la 4e escadre de chasse équipée de P-47 Thunderbolt participant à la campagne d'Allemagne. Il rentre à Luxeuil avec son groupe en août 1945,.

### Après-guerre
En 1947, il est reçu à l'École supérieure de guerre. Il rejoint alors le groupement tactique de la 5e région aérienne (Algérie), dont il devient chef du 3e bureau de l'état-major, dix mois plus tard, puis chef d'état-major en septembre 1949. Il devient ensuite commandant de la base aérienne 708 Meknès. Il est promu colonel le 1er juillet 1951. En mai 1954, il est nommé chef d'état-major du commandement de la défense aérienne du territoire de Versailles. En juillet 1956, il prend le commandement de l'école des opérations combinées située à Baden-Baden en Allemagne. En 1957, il dirige la zone de défense aérienne de Creil,.
Le 1er janvier 1959, il est promu général de brigade aérienne, puis prend le commandement du Groupe aérien tactique no 2 en Algérie en juillet. De retour en métropole en mars 1961, il est nommé commandant de la 2e région aérienne à Paris. Le 1er janvier 1963, Henri Hugo rend sa retraite du service actif.

### Retraite
Rendu à la vie civile, il entre chez IBM France jusqu'en 1975. Par la suite, il prend part à des activités bénévoles, et devient président d'une section nationale de l'Union nationale des combattants ainsi que délégué départemental de l'association Les Ailes brisées. À partir de 1989, il préside l'Association nationale des As.
Il décède le 1er novembre 1996.

## Décorations
- Grand-croix de la Légion d'honneur[1]
- Grand-croix de l'ordre national du Mérite
- Croix de guerre 1939–1945 (12 citations)
- Croix de la Valeur militaire (2 citations)
- Distinguished Flying Cross (Royaume-Uni)
- Distinguished Flying Cross (États-Unis)